# William Annand
Pour les articles homonymes, voir Annand.
William Annand (né le 10 avril 1808 à Halifax (Nouvelle-Écosse) et mort le 12 octobre 1887  à Londres) est un éditeur et homme politique néo-écossais qui fut Premier ministre de la province de 1867 à 1875.

## Biographie
William Annand est d'abord élu à la Chambre d'Assemblée de la Nouvelle-Écosse en 1836 et appuie les revendications pour le gouvernement responsable. Il perd son siège en 1843 et devient propriétaire et éditeur des journaux Novascotian et Morning Chronicle. En 1851 il revient à la Chambre d'Assemblée et en 1867 il est nommé au Conseil législatif (en). Il devient premier ministre de la Nouvelle-Écosse le 7 novembre 1867 sous la bannière du Parti anti-confédération qui devient bientôt le Parti libéral de la Nouvelle-Écosse, mais il était un chef faible. Il démissionne le 8 mai 1875 et est remplacé trois jours plus tard par Philip Carteret Hill.